# Iðunn

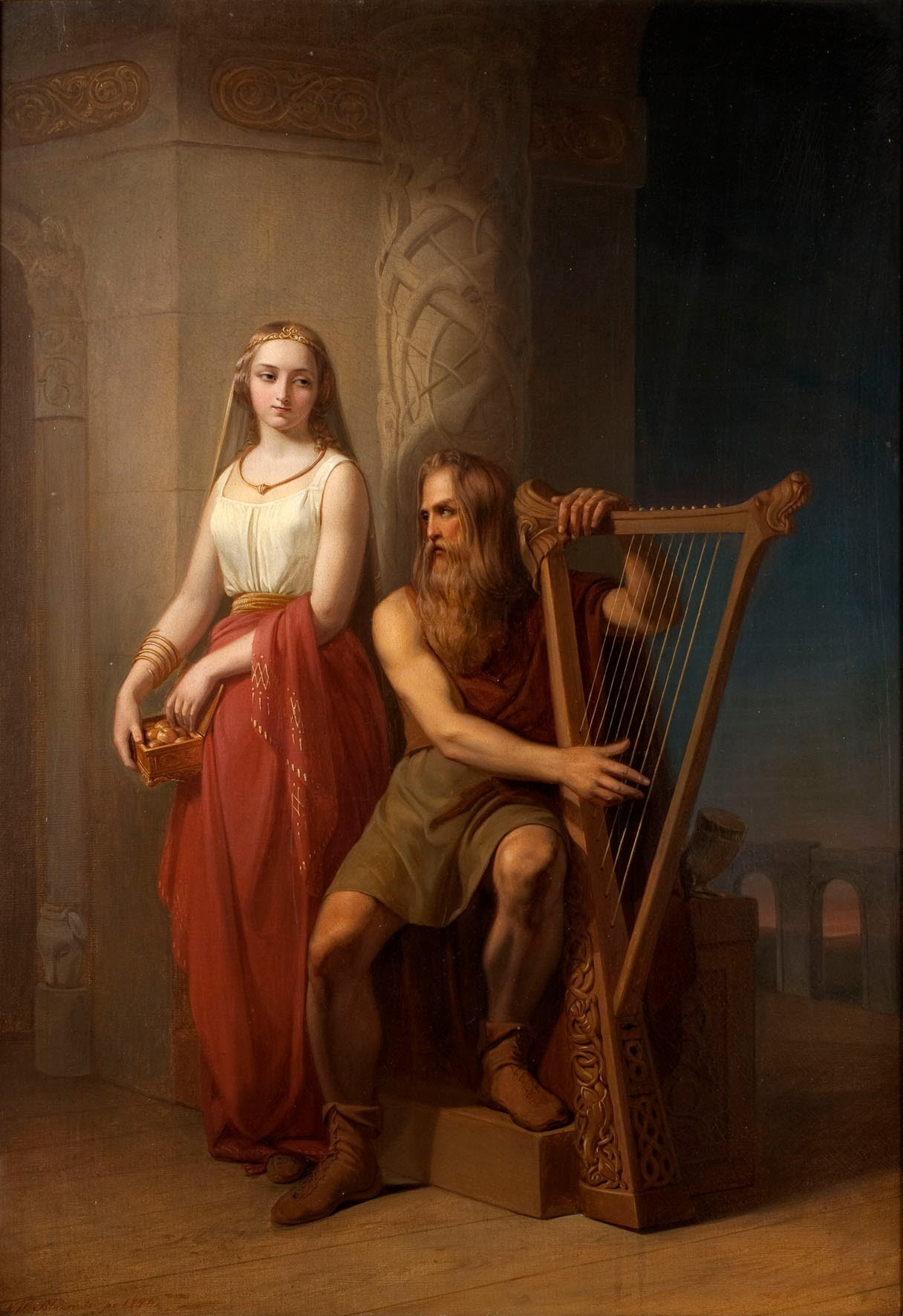
"Bragi sentado tocando el arpa, Iðunn parada detrás de él" (1846) por Nils Blommér.

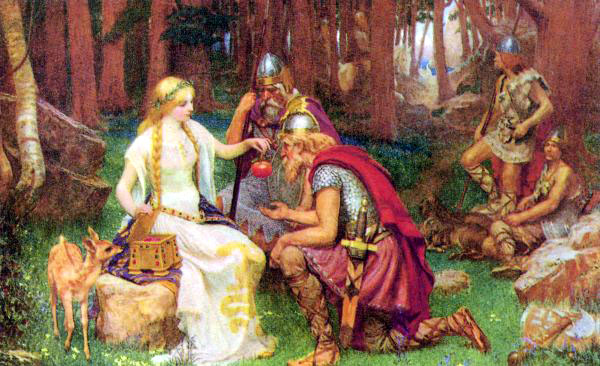
"Idun y las manzanas" (1890) por J. Doyle Penrose.

Iðunn (cuyo posible significado sea "siempre joven") es una de las Ásynjur (diosas) de la mitología nórdica. Iðunn solo aparece en la Edda poética, compilada en el siglo XIII de antiguas fuentes tradicionales, y en la Edda prosaica, escrita en el mismo siglo por Snorri Sturluson. En ambas fuentes, se la describe como la esposa del dios escáldico Bragi, y en la Edda poética se le da también el rol de guardiana de las manzanas que dan a los dioses eterna juventud. Varias teorías rodean su figura, y uno de los montes de Venus, Idunn Mons, fue nombrado por ella.

## Nombre
El nombre Iðunn ha sido explicado varias veces con el significado de "siempre joven", "rejuvenecedor", o "el rejuvenecimiento". Ya que el alfabeto inglés actual carece del carácter Eth (ð), Iðunn es a veces escrito en inglés como Idun, Idunn or Ithun. El sufijo -a es a veces aplicado para denotar la feminidad, lo que resulta en formas tales como Iduna e Idunna.
Como nombre personal, el nombre Iðunn aparece como un nombre personal en varias fuentes históricas y en el manuscrito Landnámabók aparece que ha estado en uso en Islandia como un nombre personal desde la época pagana (siglo X). Landnámabók registra dos casos de mujeres con el nombre de Iðunn; Iðunn Arnardóttir, la hija de uno de los primeros colonos, e Iðunn Molda-Gnúpsdóttir, nieta de uno de los primeros colonos. El nombre Iðunn ha sido teorizado como del origen del nombre en inglés antiguo, Idonae. En el siglo XIX, el autor Charlotte Mary Yonge afirmó que la derivación de Idonae de Iðunn es "casi segura", señalando que a pesar de que Idonae puede ser "el femenino del nombre Latino idoneus, su ausencia en los países latinos se puede tomar como una indicación de que se refiere a Iðunn".

## Edda poética
Iðunn dentro de la Edda en el poema Lokasenna es incluido en algunas ediciones modernas de la Edda poética, en el poema tardío Hrafnagaldur Óðins.

### Lokasenna
En la introducción prosaica del poema Lokasenna, se presenta a Iðunn como esposa de Bragi. Ambos acudieron a un festín dado por Ægir. En las estrofas 16, 17, y 18, ocurre un diálogo entre Loki e Iðunn luego de que este haya insultado a Bragi. En la estrofa 16, Iðunn dice:
| Idunn dijo: Te pido, Bragi, que le hagas un servicio a tus familiares y a todos los de relaciones adoptivas, por favor no digas palabras de culpa a Loki, en el salón de Ægir. Loki dijo: Cállate, Idunn, declaro que de todas las mujeres eres la más loca por los hombres, ya que has posado tus brazos, brillantes de limpios, sobre el asesino de tu hermano. Idunn dijo: No estoy diciendo palabras de culpa a Loki, en el salón de Ægir callé a Bragi, conversador por la cerveza; y todas las cosas vivientes lo aman. |

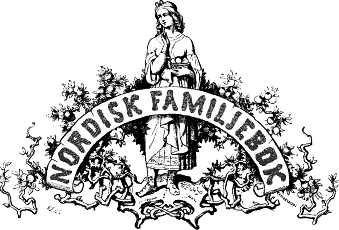
El logotipo de la primera edición (1876) de la enciclopedia sueca Nordisk familjebok presenta una representación de Iðunn.

En este intercambio, Loki la acusa de haber dormido con el asesino de su hermano. Sin embargo, ni el mentado hermano, ni el asesinato, aparecen nombrados en otras fuentes. Acto seguido, la diosa Gefjun toma la palabra, declarando que Loki está bromeando, y el poema continúa.
Respecto a las acusaciones elevadas a Iðunn por Loki, los eruditos modernos como Lee Hollander explican que se pretendía que Lokasenna fuese humorístico, y que las acusaciones hechas por Loki en el poema no deben ser necesariamente tomadas como verdaderas en el tiempo en que fueron compuestas. Es decir, son cargos que son fáciles de hacer por Loki, pero difíciles de refutar por su blanco, o que directamente no se molestan en hacerlo.

### Hrafnagaldr Óðins
En las estrofas 6 y 7 del poema tardío Hrafnagaldr Óðins, se da información adicional sobre Iðunn, a pesar de que no tenga aval en otro lado. Aquí, se identifica a Iðunn como una descendiente de los elfos, y se la describa como una dís que mora en los valles.

## Edda prosaica
Se menciona a Iðunn en la sección 26 de Gylfaginning, y en las 1 y 6 de Skáldskaparmál.

### Gylfaginning

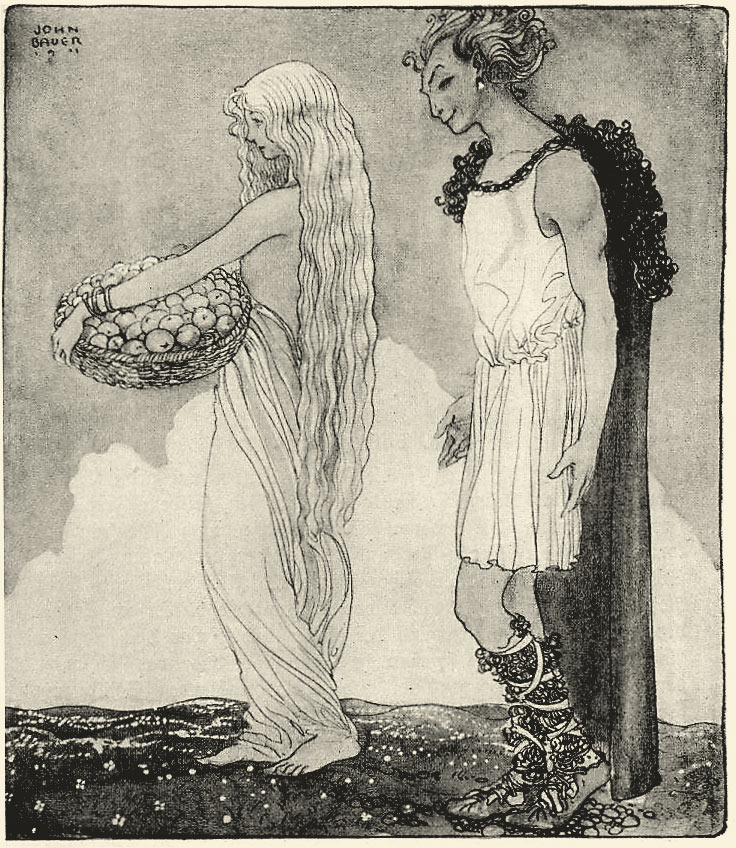
Loki junto a Iðunn por John Bauer (1911).

Se presenta a Iðunn en la sección 26 de Gylfaginning, y se la describe como la esposa de Bragi y cuidadora de una eski (una caja de madera hecha de fresno y que es usaba para guardar posesiones personales) dentro de la cual guardaba manzanas. Los dioses comían esta fruta cuando empezaban a envejecer para volverse jóvenes nuevamente, lo que se repite hasta el Ragnarök. Gangleri (descrito como el rey Gylfi disfrazado) declara que según su parecer, los dioses dependen mucho de la buena fe y el cuidado de Iðunn.

### Skáldskaparmál
En su obra Haustlöng, preservada en Skáldskaparmál, el escaldo del siglo X Þjóðólfur úr Hvini describe una ilustración en su escudo en que la que se representa a Iðunn siendo raptada junto a sus manzanas por Þjazi, un Jotun (gigante) que usó a Loki como carnada para atraerla fuera de Asgard. Durante su ausencia, los Æsir comenzaron a envejecer sin las cualidades rejuvenecedoras de las manzanas, por lo que presionaron a Loki para que la fuese a rescatar. Tras haber tomado prestada la capa de plumas de halcón de Freyja, la salvó, convirtiéndola en una nuez para el viaje de regreso. Enojado, Þjazi los persiguió bajo la forma de un águila, pero fue derrotado cuando los Æsir crearon una fogata que le prendió fuego las alas.

## Teorías

### Manzanas y fertilidad
Algunas de las distintas historias que han perdurado respecto a Iðunn se centran en sus manzanas rejuvenecedoras. La erudita H. R. Ellis Davidson las relaciona con prácticas religiosas del paganismo germano. Señala que se encontraron canastas de manzanas en el sitio de entierro del siglo IX del barco de Oseberg en Noruega, y que también se han encontrado frutas y nueces (se describe a Iðunn siendo transformada en una nuez en Skáldskaparmál) en tumbas tempranas de los pueblos germánicos en Inglaterra y el continente europeo que podrían tener algún significado simbólico, y también que las nueces son todavía reconocidas como símbolo de fertilidad en el sudoeste de Inglaterra.
Davidson denota una conexión entre las manzanas y los Vanir, una tribu de dioses asociados a la fertilidad dentro de la mitología nórdica, citando un ejemplo en donde Skirnir, actuando como mensajero del dios mayor de los Vanir Frey en las estrofas 19 y 20 de Skírnismál, le da once “manzanas de oro” a Gerðr para cortejarla; En Skírnismál, Gerðr menciona al asesino de su hermano en la estrofa 16, lo que, declara Davidson, ha llevado a ciertas sugerencias sobre una posible conexión entre Gerðr e Iðunn, ya que son similares en este sentido. La erudita inglesa también observa una mayor conexión entre la fertilidad y las manzanas dentro de la mitología nórdica; en el segundo capítulo de la Saga Volsunga, cuando la diosa mayor Frigg manda al rey Rerir una manzana luego de que este haya rezado a Odín por un hijo, el mensajero de Frigg (disfrazado de cuervo) deja caer la manzana sobre su regazo cuando se sienta sobre un túmulo. Cuando la esposa de Rerir se come la manzana, queda embarazada por seis años y su hijo – el héroe Volsung - debe nacer por cesárea.
Davidson también señala la frase “manzanas de Hel”, usada en un poema del siglo XI por el escaldo Thorbiorn Brúnarson. Afirma que esto puede implicar que las manzanas hayan sido pensadas por el escaldo como la comida de los muertos. Más allá, también apunta que la diosa germana Nehalennia a veces es representada con manzanas, y que además existen paralelos con antiguas historias irlandesas. Davidson afirma que mientras que el cultivo de manzanas en Europa del Norte se puede rastrear hasta los tiempos del Imperio romano y provino del oriente próximo, la variedad de manzanos nativos de Europa del Norte dan frutos más pequeños y amargos. Concluye que en la figura de Iðunn "debemos tener un vago reflejo de un viejo símbolo: aquel del de una diosa guardiana de la fruta de otro mundo que da vida."

### Eterna juventud
John Lindow teoriza que el posible significado etimológico de Iðunn – "siempre joven" – potencialmente le permitiría realizar su habilidad de proveer eterna juventud a los dioses sin la necesidad de sus manzanas, y declara además que Haustlöng no hace mención de las manzanas, sino que se refiere a Iðunn como la “doncella que entiende la vida eterna de los Æsir."